# Barbès – Rochechouart (stanice metra v Paříži)

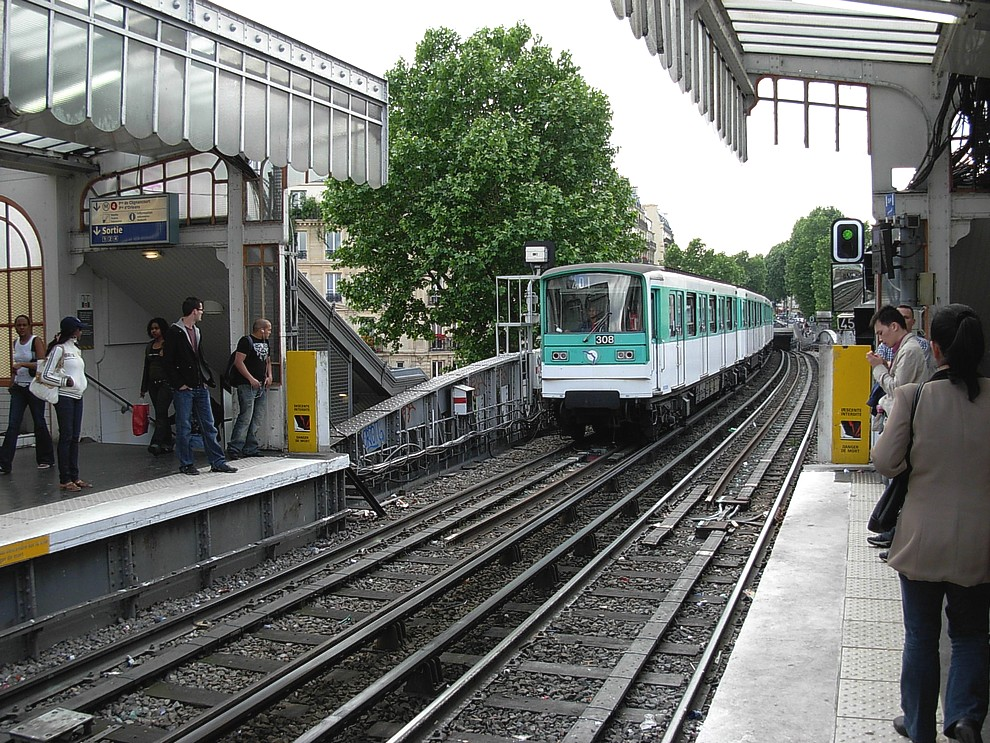
Nástupiště linky 2

Barbès – Rochechouart je přestupní stanice pařížského metra mezi linkami 2 a 4. Nachází se na hranicích 9., 10. a 18. obvodu v Paříži na křižovatce ulic Boulevard de la Chapelle, Boulevard Barbès, Boulevard de Magenta a Boulevard Rochechouart. Zatímco linka 2 je položená na viaduktu, ze kterého se koleje západním směrem do stanice Anvers noří do podzemí, nástupiště linky 4 leží pod povrchem.

## Historie
Stanice byla otevřena 26. března 1903 několik týdnů po prodloužení linky 2 ze stanice Anvers do Bagnolet (dnes Alexandre Dumas). 21. dubna 1908 byl otevřen první úsek linky 4 mezi Porte de Clignancourt a Châtelet a s tím i podzemní nástupiště na této stanici. Tato stanice je zakřivená a ve směru na Porte de Clignancourt lze odtud vidět na stanici Château Rouge.

## Název
Stanice byla otevřena pod názvem Boulevard Barbès, ale již 3. dubna téhož roku získala současný název. Ten se skládá ze dvou částí odvozených od bulvárů, které se zde kříží. Boulevard Barbès nese jméno francouzského politika Armanda Barbèse (1809–1870). Boulevard de Rochechouart je pojmenován podle abatyše Marguerite de Rochechouart Montpipeau (1665–1727).